# 克里尼奇內 (哈爾科夫州)
49°26′59″N 36°44′49″E / 49.44972°N 36.74694°E
克里尼奇內（羅馬化：Krynychne）是位於烏克蘭東部哈爾科夫州伊久姆區巴拉克利亚市镇的村莊。該村始建於1720年，面積0.27平方公里，海拔高度104米，2001年人口127，人口密度每平方公里468.6人。